# Дороті Шеферд-Баррон
Дороті Шеферд-Баррон (англ. Dorothy Shepherd-Barron; 24 листопада 1897 — 20 лютого 1953) — колишня британська тенісистка.
Перемагала на турнірах Великого шолома в парному розряді.

## Фінали турнірів Великого шолома

### Парний розряд: 3 (1–2)
| Результат | Рік  | Турнір               | Покриття | Партнерка             | Суперниці                         | Рахунок       |
| --------- | ---- | -------------------- | -------- | --------------------- | --------------------------------- | ------------- |
| Поразка   | 1929 | Вімблдонський турнір | Трава    | Філліс Ковелл         | Пеґґі Мічелл Фебе Голкрофт-Вотсон | 6–4, 8–6      |
| Поразка   | 1929 | Чемпіонат США        | Трава    | Філліс Говкінс-Ковелл | Пеггі Мічелл Фебе Голкрофт-Вотсон | 6–2, 3–6, 4–6 |
| Перемога  | 1931 | Вімблдонський турнір | Трава    | Філліс Мадфорт-Кінґ   | Доріс Метакса Жосан Сіґар         | 3–6, 6–3, 6–4 |

### Мікст: 4 (4 поразки)
| Результат | Рік  | Турнір               | Покриття | Партнер      | Суперник і суперниця          | Рахунок       |
| --------- | ---- | -------------------- | -------- | ------------ | ----------------------------- | ------------- |
| Поразка   | 1923 | Вімблдонський турнір | Трава    | Льюїс Дін    | Елізабет Раян Рендолф Лайсетт | 4–6, 5–7      |
| Поразка   | 1924 | Вімблдонський турнір | Трава    | Леслі Годфрі | Кітті Маккейн Джон Ґілберт    | 3–6, 6–3, 3–6 |
| Поразка   | 1931 | Чемпіонат Франції    | Ґрунт    | Банні Остін  | Бетті Натголл Патрік Спенс    | 3–6, 7–5, 3–6 |
| Поразка   | 1934 | Вімблдонський турнір | Трава    | Банні Остін  | Дороті Раунд Тацуйосі Мікі    | 6–3, 4–6, 0–6 |